# Street Fighter Anniversary Collection
Street Fighter Anniversary Collection es un pack que incluía los juegos Hyper Street Fighter II: The Anniversary Edition y Street Fighter III: 3rd Strike, y salió para PlayStation 2 y X-Box. Solo salió en Japón y en EE. UU. en cantidades muy pequeñas.
La distribución en Europa fue bastante limitada. Solo apareció el recopilatorio de X-Box, mientras que la edición de PlayStation 2 se quedó en EE. UU. (en Europa, para PlayStation 2 solo salió Hyper Street Fighter II: The Anniversary Edition, que no incluía el Street Fighter III: 3rd Strike).
Tanto un juego como el otro eran indénticos en modos de juego y opciones a las versiones editadas por separado, sin ningún añadido extra.
- Datos: Q7622839